# Together for Days
Together for Days is een Amerikaanse dramafilm.

## Rolverdeling
| Acteur            | Personage |
| ----------------- | --------- |
| Gisela Caldwell   | Karen     |
| Liz Wright        | Miriam    |
| Lois Chiles       | Shelley   |
| Leonard Jackson   | Phil      |
| Ben Jones         | Douglas   |
| Northern Calloway | Calvin    |
| Woodie King, Jr.  | Jerry     |
| Samuel L. Jackson | Stan      |
| Clifton Davis     | Gus       |